# Куп пет нација 1953.
Куп пет нација 1953. (службени назив: 1953 Five Nations Championship) је било 59. издање овог најелитнијег репрезентативног рагби такмичења Старог континента. а 24. издање Купа пет нација.
Титулу првака Европе је освојио Горди Албион.

## Такмичење
Француска - Шкотска 11-5
Велс - Енглеска 3-8
Ирска - Француска 16-3
Шкотска - Велс 0-12
Ирска - Велс 9-9
Енглеска - Велс 11-0
Шкотска - Ирска 8-26
Велс - Ирска 5-3
Енглеска - Шкотска 26-8
Француска - Велс 3-6

## Табела
|   | Селекција                      | ИГ | Д | Н | И | ПД | ПП | ПР  | Б |  |
| - | ------------------------------ | -- | - | - | - | -- | -- | --- | - |  |
| 1 | Рагби репрезентација Енглеске  | 4  | 3 | 1 | 0 | 54 | 20 | +38 | 7 |  |
| 1 | Рагби репрезентација Велса     | 4  | 3 | 0 | 1 | 26 | 14 | +12 | 6 |  |
| 1 | Рагби репрезентација Ирске     | 4  | 2 | 1 | 1 | 54 | 25 | +29 | 5 |  |
| 4 | Рагби репрезентација Француске | 4  | 1 | 0 | 3 | 17 | 38 | -21 | 2 |  |
| 5 | Рагби репрезентација Шкотске   | 4  | 0 | 0 | 4 | 21 | 75 | -54 | 0 |  |

| Победник Купа пет нација 1953.              |
| ------------------------------------------- |
| Енглеска 14. титула првака Европе у рагбију |